# 西得梅因鎮區 (愛荷華州馬哈斯卡縣)
西得梅因鎮區（英語：West Des Moines Township）是位於美國愛荷華州馬哈斯卡縣的一個行政鎮區。

## 地方資料
根據2010年美國人口普查的數據，西得梅因鎮區的面積為52.03平方千米，當中陸地面積為51.32平方千米，而水域面積為0.71平方千米。當地共有人口170人，而人口密度為每平方千米3.27人。